# Biafravitsar
Biafravitsar var en typ av en så kallad typ av "svart humor" som spreds på skolgårdarna i Sverige i samband med Biafrakriget och de följande svältkatastroferna. Obehaget barn kände inför TV-bilderna på undernärda människor ledde till skapandet av en folklorefigur, biafranen, som var liten och lätt. När hungerkatastrofer sedan utbröt på andra ställen i Afrika har "biafran" ibland ersatts av till exempel etiopier eller somalier.

## Exempel på vitsar
– Vad är skillnaden mellan en biafran och en pingpongboll?
– Fem gram.
– Vad står det på hissarna i Biafra?
– Högst 10 personer eller 50 kilo.
– Hur får man in 25 biafraner i en folkvagn?
– Man kastar in en brödsmula.

### Fotnoter
1. 1 2 3 4  Olämpliga moderna barnrim, Ulf Palmenfelt, Carlssons, 1991